# Tristach
Tristach é um município da Áustria, situado no distrito de Lienz, no estado do Tirol. Tem 18,79 km² de área e sua população em 2019 foi estimada em 1.440 habitantes.